# Saint-Quentin-d'Elle
Saint-Quentin-d'Elle est une ancienne commune française absorbée en 1812 par Bérigny.

## Démographie
| 1793 | 1800 | 1806 |
| ---- | ---- | ---- |
| 148  | 143  | 162  |

### Liste des maires
| Période | Période | Identité        | Étiquette | Qualité |
| --- | ------- | --------------- | --------- | ------- |
| 1809 | 1811    | Jacques Le Brun |           |         |
| Une partie des données est issue de liste établie par issue de l'ouvrage "601 communes et lieux de vie de la Manche" |         |                 |           |         |

## Lieux et monuments

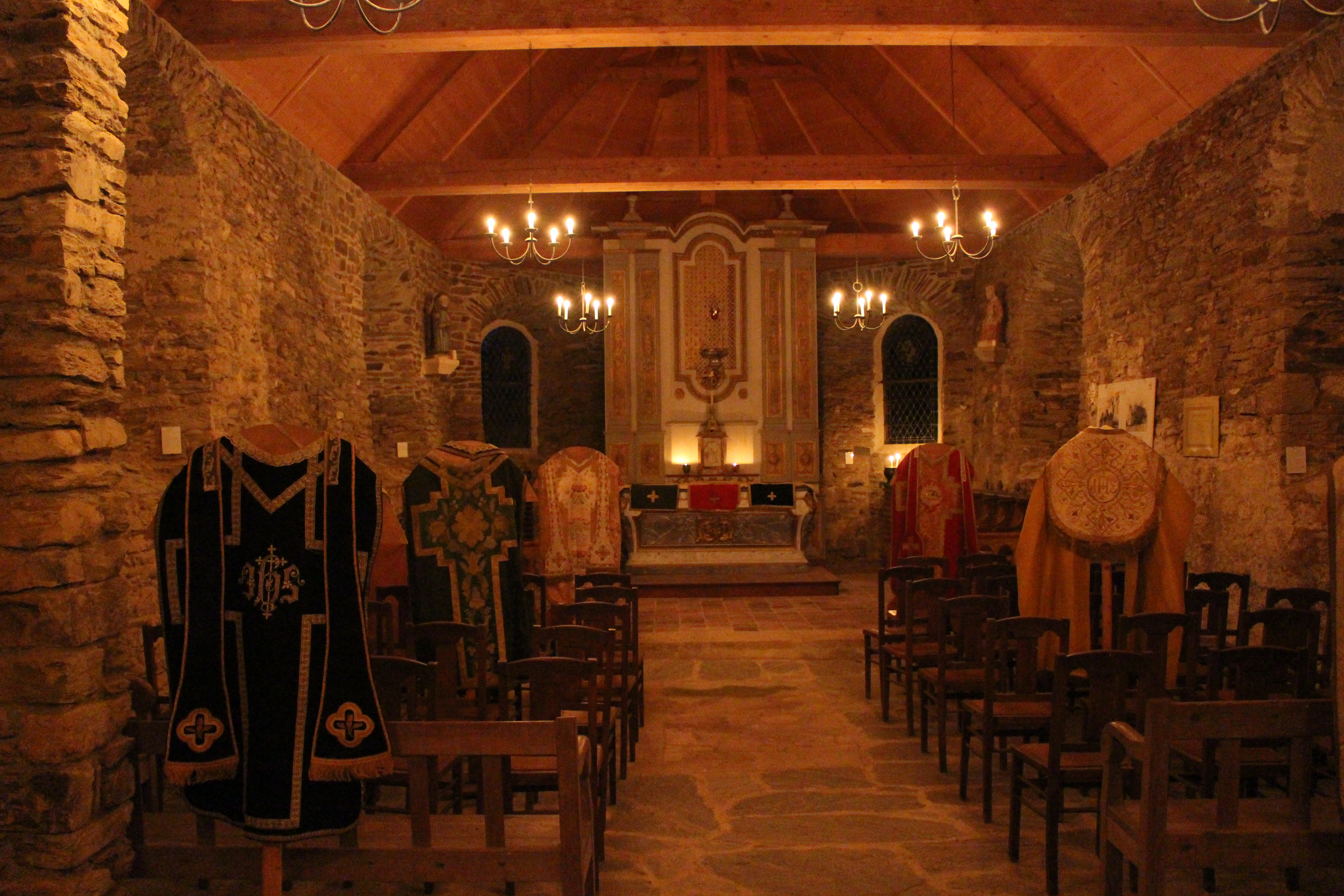
Intérieur de la chapelle

- Château de Saint-Quentin-d'Elle (XIIIe-XVIIIe siècles), inscrit aux Monuments historiques[3].
- Chapelle, elle aussi faisant l'objet de la protection, qui a fait aussi fonction d'église paroissiale.